# Eriocaulon latifolium
Eriocaulon latifolium är en gräsväxtart som beskrevs av James Edward Smith. Eriocaulon latifolium ingår i släktet Eriocaulon och familjen Eriocaulaceae. Inga underarter finns listade i Catalogue of Life.